# Шкіроб'єднання імені Ілліча
Парк-пам'ятка садово-паркового мистецтва місцевого значення «Шкіроб'єднання ім. Ілліча» (втрачений) мав площу 18,67 га та був розміщений у м.Бердичів Житомирської області на землях ВАТ «Шкіроб'єднання ім. Ілліча».
23 квітня 2003 року Житомирська обласна рада ухвалила рішення «Про території та об'єкти природно-заповідного фонду місцевого значення», яким були ліквідовані два об'єкти ПЗФ місцевого значення.
Об'єкт був скасований у зв'язку із тим , що внаслідок стихійного лиха була знищена основна частина парку, через що він втратив природоохоронну цінність.